# Urtica membranacea
Urtica membranacea là loài thực vật có hoa trong họ Tầm ma. Loài này được Poir. ex Savigny miêu tả khoa học đầu tiên năm 1798.